# Šatojskij rajon
Il Šatojskij rajon (in russo Шатойский район?) è un municipal'nyj rajon della Repubblica Autonoma della Cecenia, in Russia.